# Simon Flexner

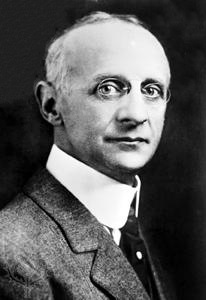
Simon Flexner

Simon Flexner (* 25. März 1863 in Louisville, Kentucky; † 2. Mai 1946 in New York City) war ein US-amerikanischer Mediziner.
Als Professor für Pathologie lehrte er von 1899 bis 1903 an der University of Pennsylvania. Ab 1901 übernahm er zunächst zusätzlich zu seiner Lehrtätigkeit die Leitung des neu eingerichteten Rockefeller Institute for Medical Research und saß später im Verwaltungsrat der Rockefeller-Stiftung.
Während der schweren Polio-Epidemien zu Beginn des 20. Jahrhunderts galt er seinen Zeitgenossen als der Wissenschaftler, der die Polio-Forschung wesentlich voranbringen könne. 1909 war es Karl Landsteiner und Erwin Popper gelungen, Affen mit dem Poliomyelitisvirus zu infizieren, und sie beschrieben ein neurotropes, filtrierbares Virus. Simon Flexner bestätigte ihre Befunde. Flexner gelang es außerdem, die Infektion von einem Affen auf den nächsten zu übertragen. Damit war es möglich, die Krankheit an Labortieren zu untersuchen. Simon Flexner nutzte für seine Untersuchungen allerdings Rhesusaffen, die als eine der wenigen Primatenarten das Virus nicht über den Mund aufnehmen. Während Simon Flexner wesentliche Fortschritte bei der Meningitis-Behandlung erzielte, lenkten seine Ergebnisse die Erforschung der Polio-Erkrankungen über längere Zeit auf falsche Bahnen.
Seit 1901 war Flexner gewähltes Mitglied der American Philosophical Society. 1908 wurde er in die National Academy of Sciences, 1911 in die American Academy of Arts and Sciences gewählt. Im Jahr 1912 verlieh die Princeton University Flexner die Ehrendoktorwürde. 1919 wurde er als auswärtiges Mitglied in die Royal Society aufgenommen. Im Jahr 1927 wurde er zum Mitglied der Leopoldina gewählt. Seit 1931 war er korrespondierendes und seit 1937 assoziiertes Mitglied (associé étranger) der Académie des sciences.
1928 hielt er die George M. Kober Lecture.
Simon Flexner war der Bruder von Abraham Flexner.